# Municipio de Coal (Pensilvania)
El municipio de Coal  (en inglés: Coal Township) es un municipio ubicado en el condado de Northumberland en el estado estadounidense de Pensilvania. En el año 2000 tenía una población de 10.628 habitantes y una densidad poblacional de 154 personas por km².

## Geografía
El municipio de Coal se encuentra ubicado en las coordenadas 40°47′00″N 76°29′28″O / 40.78333, -76.49111.

## Demografía
Según la Oficina del Censo en 2000 los ingresos medios por hogar en la localidad eran de $26,547 y los ingresos medios por familia eran $34,339. Los hombres tenían unos ingresos medios de $25,638 frente a los $19,387 para las mujeres. La renta per cápita para la localidad era de $15,329. Alrededor del 11,9% de la población estaban por debajo del umbral de pobreza.